# Barbara Potter
Barbara Potter (* 22. Oktober 1961 in Woodbury, Connecticut) ist eine ehemalige US-amerikanische Tennisspielerin.

## Karriere
In ihrer Tenniskarriere gewann Potter insgesamt fünf Einzel- und 18 Doppeltitel auf der WTA Tour. Sie stand dreimal im Finale eines Grand-Slam-Turniers, konnte aber keines gewinnen. 1982 verlor sie bei den US Open die Endspiele im Damendoppel an der Seite von Sharon Walsh gegen die Paarung Rosie Casals/Wendy Turnbull mit 4:6, 4:6 und im Mixed an der Seite von Ferdi Taygan gegen die Paarung Anne Smith/Kevin Curren mit 7:6, 6:7. 6:7. 1983 verlor sie erneut das Finale im Mixed der US Open, wiederum an der Seite von Ferdi Taygan, diesmal mit 6:3, 3:6, 4:6 gegen Elizabeth Smylie und John Fitzgerald.

## Turniersiege

### Einzel
| Nr. | Datum           | Turnier      | Kategorie    | Belag           | Finalgegnerin       | Ergebnis      |
| --- | --------------- | ------------ | ------------ | --------------- | ------------------- | ------------- |
| 1.  | 17. Januar 1982 | Cincinnati   | WTA          | Teppich (Halle) | Bettina Bunge       | 6:4, 7:63     |
| 2.  | 3. Oktober 1982 | Philadelphia | WTA          | Teppich (Halle) | Pam Shriver         | 6:4, 6:2      |
| 3.  | 26. August 1985 | Monticello   | WTA          | Hartplatz       | Helen Kelesi        | 4:6, 6:3, 6:2 |
| 4.  | 8. Februar 1987 | Wichita      | WTA          | Teppich (Halle) | Larissa Sawtschenko | 7:66, 7:65    |
| 5.  | 6. August 1988  | Cincinnati   | WTA Tier III | Hartplatz       | Helen Kelesi        | 6:2, 6:2      |

### Doppel
| Nr. | Datum              | Turnier            | Kategorie   | Belag           | Partnerin        | Finalgegnerinnen                | Ergebnis      |
| --- | ------------------ | ------------------ | ----------- | --------------- | ---------------- | ------------------------------- | ------------- |
| 1.  | 28. September 1980 | Atlanta            | WTA         | Sand            | Sharon Walsh     | Kathy Jordan Anne Smith         | 6:3, 6:1      |
| 2.  | 21. Dezember 1980  | Tucson             | WTA         | Teppich (Halle) | Leslie Allen     | Mary-Lou Piatek Wendy White     | 7:6, 6:0      |
| 3.  | 18. Januar 1981    | Kansas City        | WTA         | Teppich (Halle) | Sharon Walsh     | Rosie Casals Wendy Turnbull     | 6:2, 7:6      |
| 4.  | 22. März 1981      | Boston             | WTA         | Teppich (Halle) | Sharon Walsh     | JoAnne Russell Virginia Ruzici  | 6:7, 6:4, 6:3 |
| 5.  | 25. Oktober 1981   | Brighton           | WTA         | Teppich (Halle) | Anne Smith       | Mima Jaušovec Pam Shriver       | 6:7, 6:3, 6:4 |
| 6.  | 22. November 1981  | Perth              | WTA         | Rasen           | Sharon Walsh     | Betsy Nagelsen Candy Reynolds   | 6:4, 6:2      |
| 7.  | 14. Februar 1982   | Kansas City        | WTA         | Teppich (Halle) | Sharon Walsh     | Mary-Lou Piatek Anne Smith      | 4:6, 6:2, 6:2 |
| 8.  | 27. Februar 1982   | Oakland            | WTA         | Teppich (Halle) | Sharon Walsh     | Kathy Jordan Pam Shriver        | 6:1, 3:6, 7:6 |
| 9.  | 29. August 1982    | Mahwah             | WTA         | Hartplatz       | Sharon Walsh     | Rosie Casals Wendy Turnbull     | 6:1, 6:4      |
| 10. | 10. Oktober 1982   | Deerfield Beach    | WTA         | Hartplatz       | Sharon Walsh     | Rosie Casals Wendy Turnbull     | 7:6, 7:6      |
| 11. | 6. Februar 1983    | Palm Beach Gardens | WTA         | Sand            | Sharon Walsh     | Kathy Jordan Paula Smith        | 6:4, 4:6, 6:2 |
| 12. | 17. Juli 1983      | Newport            | WTA         | Rasen           | Pam Shriver      | Barbara Jordan Elizabeth Smylie | 6:3, 6:1      |
| 13. | 9. Oktober 1983    | Detroit            | WTA         | Teppich (Halle) | Kathy Jordan     | Rosie Casals Wendy Turnbull     | 6:4, 6:1      |
| 14. | 8. Januar 1984     | Washington         | WTA         | Teppich (Halle) | Sharon Walsh     | Leslie Allen Anne White         | 6:1, 6:7, 6:2 |
| 15. | 30. März 1984      | Boston             | WTA         | Teppich (Halle) | Sharon Walsh     | Andrea Leand Mary-Lou Piatek    | 7:6, 6:0      |
| 16. | 17. März 1985      | Dallas             | WTA         | Teppich (Halle) | Sharon Walsh     | Marcella Mesker Pascale Paradis | 5:7, 6:4, 7:6 |
| 17. | 30. März 1986      | Nashville          | WTA         | Sand            | Pam Shriver      | Kathy Jordan Elizabeth Smylie   | 6:4, 6:3      |
| 18. | 16. Juli 1988      | Newport            | WTA Tier IV | Rasen           | Rosalyn Fairbank | Gigi Fernández Lori McNeil      | 6:4, 6:3      |